# El Dátil, Navojoa
El Dátil är en ort i Mexiko.   Den ligger i kommunen Navojoa och delstaten Sonora, i den nordvästra delen av landet, 1 400 km nordväst om huvudstaden Mexico City. El Dátil ligger 37 meter över havet och antalet invånare är 446.
Terrängen runt El Dátil är platt. Runt El Dátil är det ganska glesbefolkat, med 36 invånare per kvadratkilometer. Närmaste större samhälle är Navojoa, 2,8 km sydost om El Dátil. Trakten runt El Dátil består till största delen av jordbruksmark.